# Leopold Fleischhacker (Bildhauer)

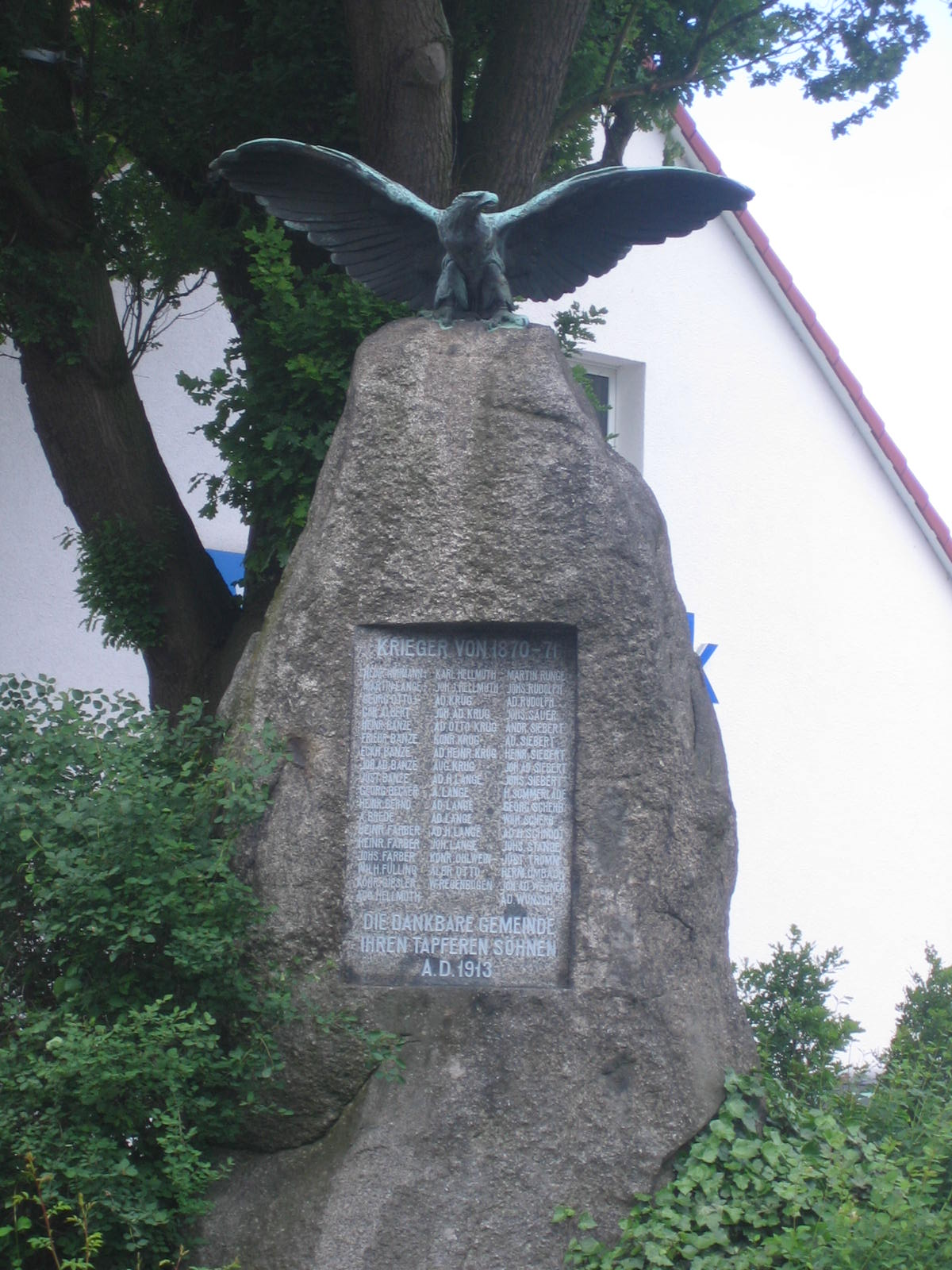
Adler-Skulptur (1914) auf dem Kriegerdenkmal in Edermünde-Besse, Gudensberger Straße / Raiffeisenstraße

Leopold Fleischhacker (* 13. Mai 1882 in Felsberg (Hessen) an der Eder; † 11. September 1946 in Uccle in Belgien) war ein deutscher Bildhauer und Medailleur.

## Leben
Leopold Fleischhacker besuchte von 1897 bis 1902 die Kunstgewerbeschule Düsseldorf bei Clemens Buscher. Nebenher wurde er praktisch in Stuckwerkstätten ausgebildet. Es folgte ein Wanderjahr als Geselle in den Gewerken Stuckateur und Gipser. Danach war er von 1903 bis 1905 Schüler von Ernst Herter und Peter Breuer an der Kunstakademie Berlin. 1905 wurde der Künstler mit dem Rom-Preis der Michael-Beer-Stiftung ausgezeichnet, einem Stipendium für einen achtmonatigen Studien-Aufenthalt in Rom in der Villa Strohl-Fern.
Ab 1906 lebte er in Düsseldorf und war zunächst Assistent im Atelier von August Bauer, den er als seinen wichtigsten Lehrer ansah. Ab 1909 war er an den jährlichen Ausstellungen des Kunstvereins Barmen regelmäßig beteiligt. 1912 bezog er sein erstes eigenes Atelier im Haus des Dekorationsmaler August Blumenberg in der Achenbachstraße 75, in welchem auch der Bildhauer Franz Linden sein Atelier hatte. 1913 bis 1914 wurde in der Galvanoplastischen Kunstanstalt der Württembergischen Metallwarenfabrik (WMF) eine Büste von Theodor Herzl nach Fleischhackers Modell verzeichnet. 1919 war er Teilnehmer an der ersten Ausstellung des Künstlerbundes „Junges Rheinland“ und zog in sein letztes Atelier in der Degerstraße 54. Er nahm an verschiedenen Wettbewerben für Kriegerdenkmale teil, so 1921 in Elberfeld und 1928 in Düren. Für die südliche Außenwand der Großen Synagoge Düsseldorf gestaltete Leopold Fleischhacker ein Denkmal zu Ehren der Gefallenen Gemeindemitglieder des Ersten Weltkrieges in Form eines Trauernden. Für den Ausstellungspavillon „Hygiene der Juden“ auf der Düsseldorfer „GeSoLei“ 1926 schuf er im Auftrag der jüdischen Gemeinde Düsseldorf Reliefs.
Im Düsseldorfer Künstlerverein „Malkasten“ war Leopold Fleischhacker bis 1931 Mitglied. 1933 wurde er als Jude durch die Reichskulturkammer nicht in der Reichskammer der bildenden Künste aufgenommen, was so viel wie Berufsverbot bedeutete. So konnte Fleischhacker nur noch für jüdische Kunden arbeiten, für die er vor allem Grabmale schuf. In der Reichspogromnacht November 1938 wurde sein Atelier in Flingern-Nord verwüstet und er flüchtete mit seiner Frau Lotte zunächst zu Freunden nach Köln. Beide emigrierten dann nach Belgien, wo sie sich bis zum Ende des Zweiten Weltkriegs verborgen hielten. In Uccle, der Brüsseler Region zugehörig, war er für eine Keramikfabrik tätig. In Brüssel hatte er ab 1945 wieder ein eigenes Atelier. Beerdigt wurde er auf dem jüdischen Friedhof in Dilbeek bei Brüssel.

## Werk

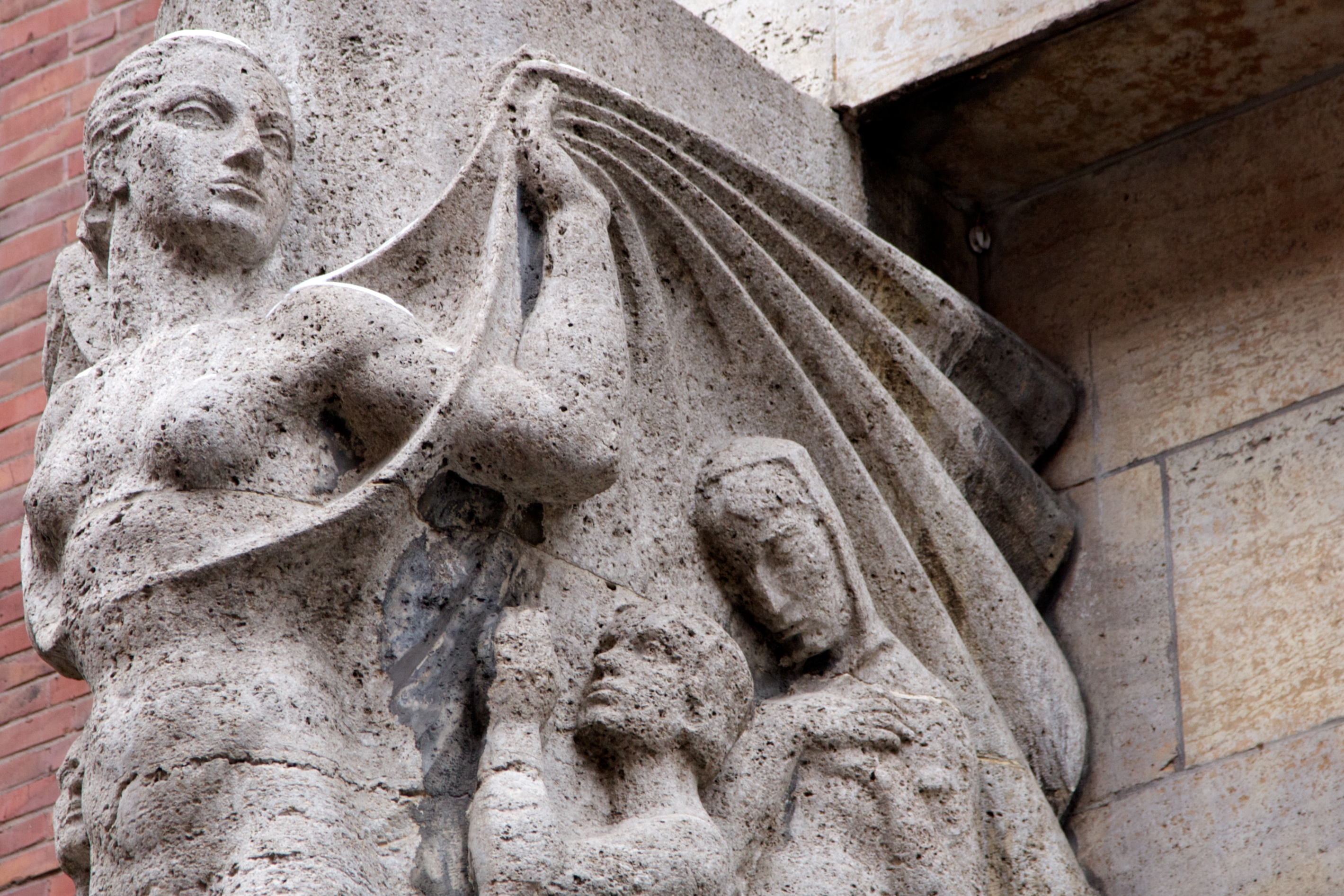
Skulptur (1930) an der Fassade des Hauses Kasernenstraße 61 in Düsseldorf

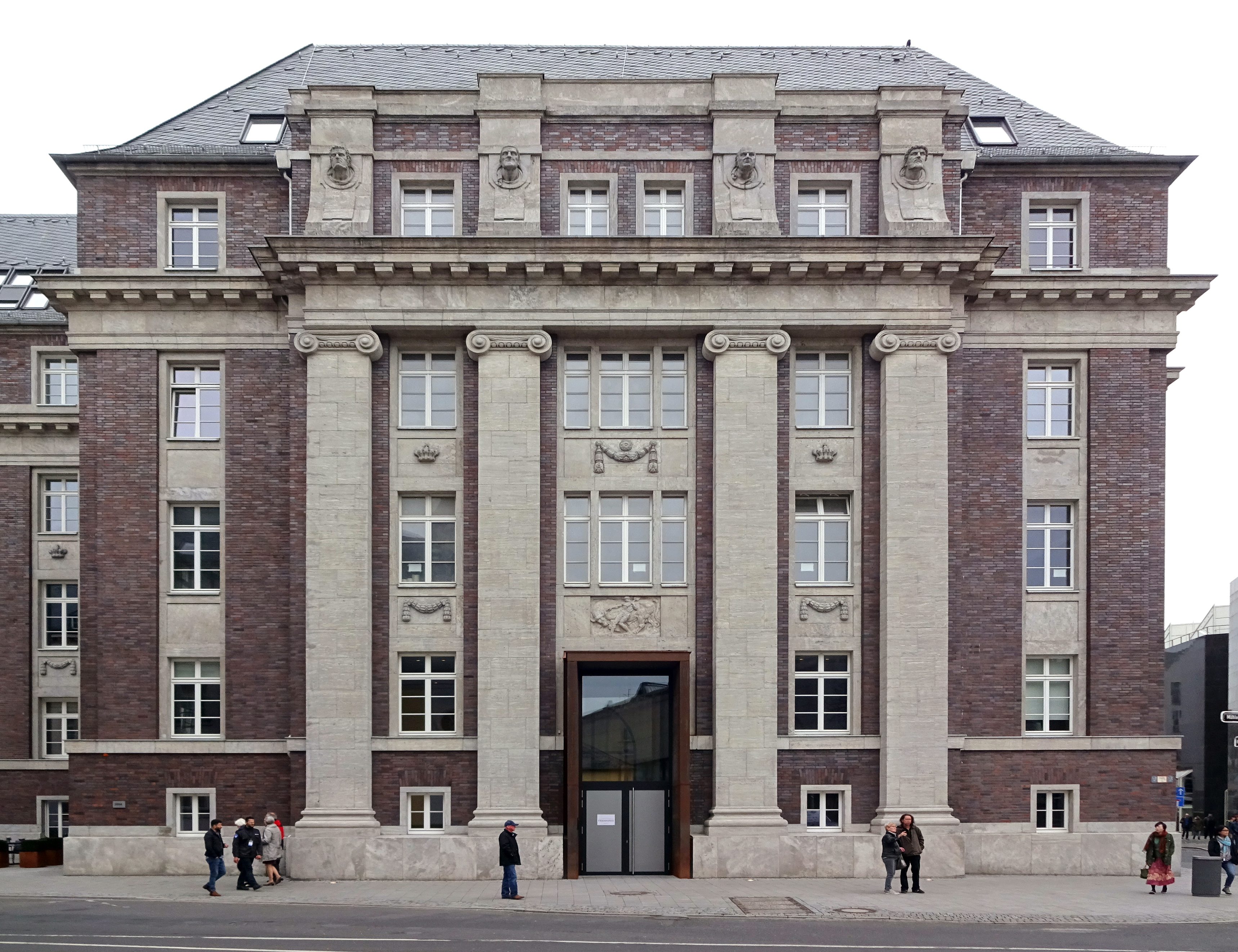
Ehemaliges Amtsgericht, rechtes Eckrisalit mit Kopfmedaillons, Mühlenstraße, Düsseldorf (2018)

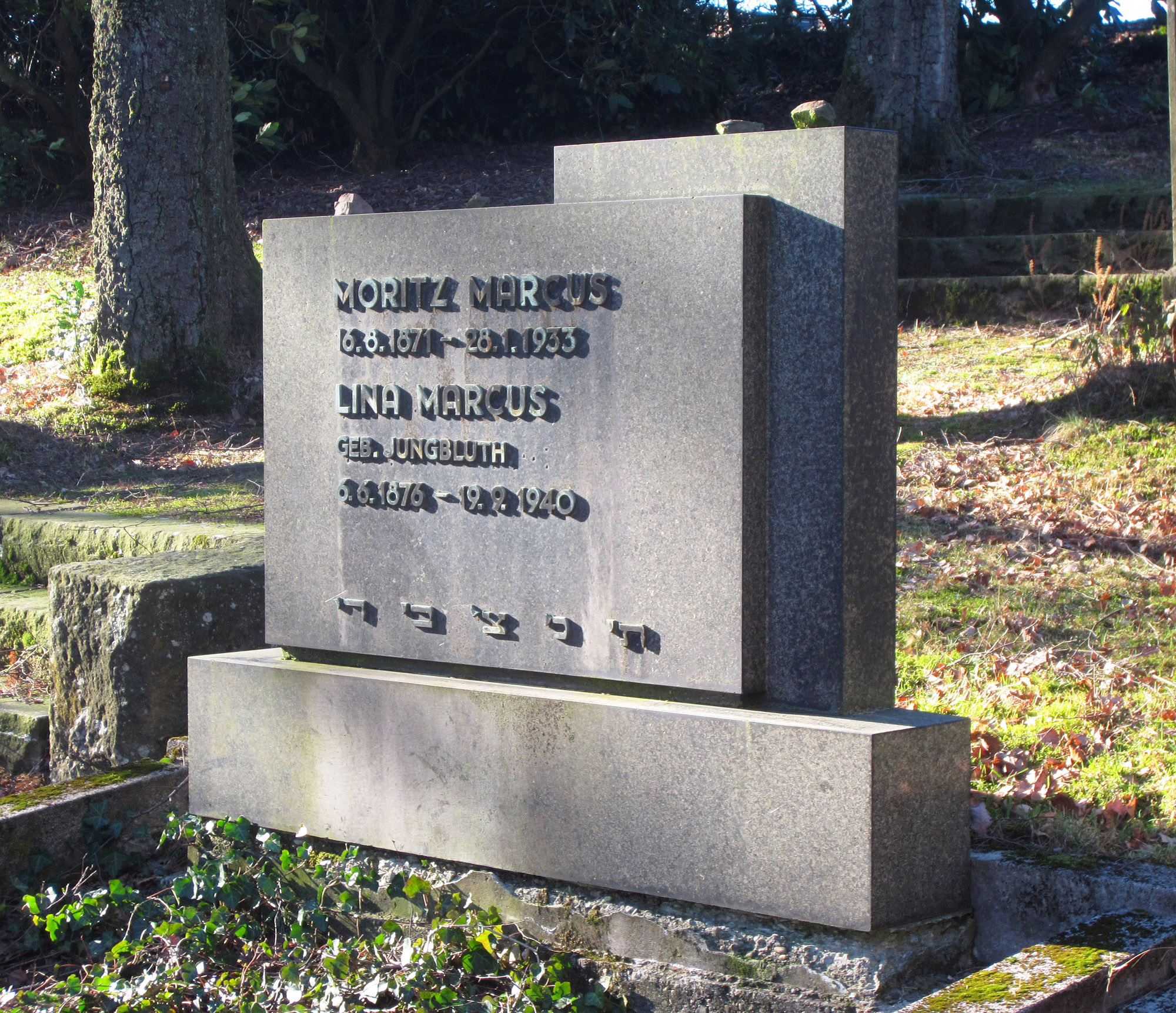
Grabstein für Viehhändler Moritz Marcus auf dem Jüdischen Friedhof Schwelm

Leopold Fleischhacker schuf vornehmlich Porträts in Bronze, Stein und Gips sowie Monumental- und Denkmalplastiken, Grabmale und Bauschmuck, aber auch Tierdarstellungen. Seine bekanntesten Arbeiten sind der „Aufsteigende Jüngling“, die Bronze „Trakehnerhengst“ und die von ihm selbst aus Marmor geschlagene Skulptur „Judith“. Ehrenmäler mit Arbeiten von ihm befinden sich in Felsberg, Wickrath, Düsseldorf und Duisburg. Im Laufe seines Lebens schuf Fleischhacker ca. 250 Grabsteine, von denen über 100 auf dem jüdischen Friedhof auf dem Gelände des Nordfriedhofs Düsseldorf (Zugang an der Ulmenstraße) zu finden sind.
- 1911: Weibliche Büste, ausgestellt auf der Grossen Kunstausstellung im Kunstpalast Düsseldorf[6]
- 1912: Orest, Kleinplastik, ausgestellt auf der Frühjahrs-Ausstellung im Kunstpalast Düsseldorf[7]
- um 1914: Mitwirkung an der Bauplastik des Carsch-Hauses in Düsseldorf
- 1915: Nagelfigur des Grafen Adolf I. (genannt Nagelgraf) in Hamm (Westfalen)
- um 1920: Kopfmedaillons an den Attiken der Eckrisaliten des Amts- und Landgerichts Düsseldorf
- Ehrengrab für den Jagdflieger Josef Zürndorfer auf dem Jüdischen Friedhof Rexingen
- 1927: Karl Röttger Bronzebüste, Stadtmuseum Düsseldorf
- 1929: Stadtbibliothek Wuppertal, erhalten sind die von ihm gestalteten Fenster und das Portal im expressionistischen Ausdruck[8]
- 1930: Rathaus Oberhausen, Skulpturen am Südportal (im Zweiten Weltkrieg zerstört)
- 1930: Skulptur der Göttin Hygieia an der Fassade des Büro- und Geschäftshauses Kasernenstraße 61 in Düsseldorf, Erweiterungsbau der AOK[9]
- 1931: Vater und Sohn, lebensgroße Bronzefigur, Stadtbad in Hamm, heute im Maximare
- 1933: Grabstein für Viehhändler Moritz Marcus (Bild) auf dem Jüdischen Friedhof Schwelm, mit Signatur[10]

## Auszeichnungen
- Rom-Preis der Michael-Beer-Stiftung

## Ausstellungen
- Kunstverein Barmen 1909
- Düsseldorf: Große Kunstausstellungen 1909 und 1913
- Glaspalast (München) 1913
- Berlin: Große Kunstausstellung 1909 und 1914
- Duisburger Akzente, 21. April bis 20. Mai 1988
- Duisburg, Salomon Ludwig Steinheim-Institut, Virtuelle Werksausstellung seit 2013[11]